# Лабетс-Биске
Лабе́тс-Биске́ (фр. Labets-Biscay) — коммуна во Франции, находится в регионе Аквитания. Департамент — Атлантические Пиренеи. Входит в состав кантона Пеи-де-Бидаш, Амикюз и Остибар. Округ коммуны — Байонна.
Код INSEE коммуны — 64294.

## География
Коммуна расположена приблизительно в 670 км к юго-западу от Парижа, в 170 км южнее Бордо, в 60 км к западу от По.
На востоке коммуны протекает река Бидуз.

### Климат
Климат тёплый океанический. Зима мягкая, средняя температура января — от +5°С до +13°С, температуры ниже −10 °C бывают редко. Снег выпадает около 15 дней в году с ноября по апрель. Максимальная температура летом порядка 20-30 °C, выше 35 °C бывает очень редко. Количество осадков высокое, порядка 1100 мм в год. Характерна безветренная погода, сильные ветры очень редки.

## Население
Население коммуны на 2010 год составляло 154 человека.
| 1962 | 1968 | 1975 | 1982 | 1990 | 1999 | 2010 |
| ---- | ---- | ---- | ---- | ---- | ---- | ---- |
| 234  | 226  | 226  | 214  | 197  | 166  | 154  |

## Администрация
| Период | Период | Фамилия            | Партия | Примечания |
| ------ | ------ | ------------------ | ------ | ---------- |
| 1995   | 2001   | Феликс Мендибюрю   |        |            |
| 2001   | 2008   | Жозет Арисманди    |        |            |
| 2008   | 2020   | Жан-Франсуа Англад |        |            |

## Экономика
В 2010 году среди 87 человек трудоспособного возраста (15-64 лет) 62 были экономически активными, 25 — неактивными (показатель активности — 71,3 %, в 1999 году было 63,7 %). Из 62 активных жителей работали 58 человек (35 мужчин и 23 женщины), безработных было 4 (1 мужчина и 3 женщины). Среди 25 неактивных 4 человека были учениками или студентами, 12 — пенсионерами, 9 были неактивными по другим причинам.

## Достопримечательности
- Церковь Успения Божьей Матери (1771 год)[4]